# Palais Haggenmacher

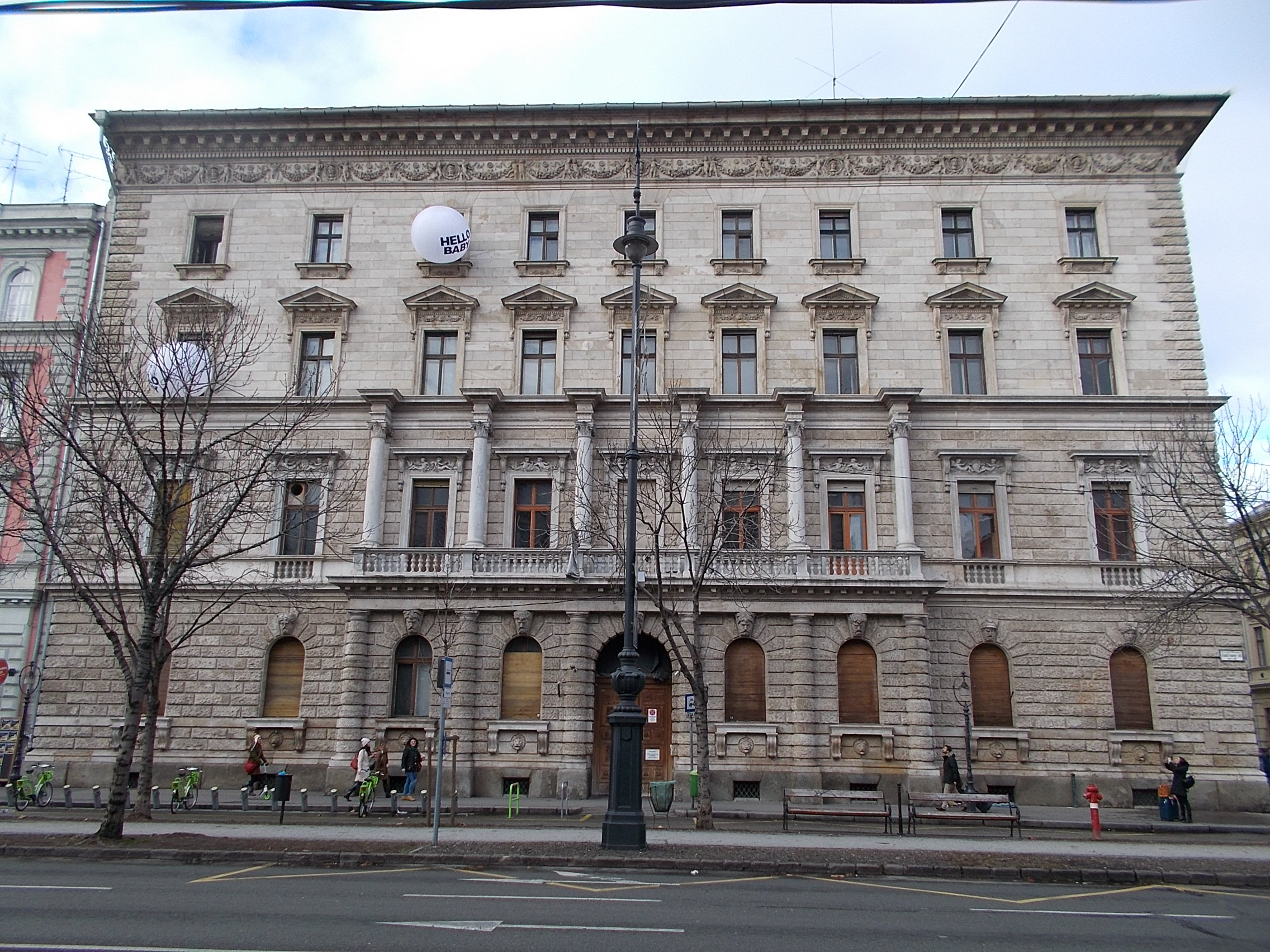
Palais Haggenmacher, 2016

Das Palais Haggenmacher (ungarisch Haggenmacher-palota) ist ein denkmalgeschütztes Palais an der Andrássy út in Budapest.

## Lage
Das Palais befindet sich nordöstlich des Oktogon am Andrássy út 52, Ecke Eötvös utca im VI. Budapester Bezirk (Terézváros).

## Geschichte
Das Gebäude wurde in den Jahren 1884–1886 nach Plänen von Henrik Schmahl im Auftrag des Industriellen Henrik Haggenmacher im Stile der Neorenaissance erbaut. Neben Mietwohnungen befindet sich seit 1934 eine Abteilung der städtischen Ervin Szabó Bücherei in dem Gebäude.